# Pampahäst
Pampahästen är en hästras från Brasilien som alltid är skäckfärgad och är Sydamerikas svar på den amerikanska Painthästen. Den utmärker sig genom att de ofta är "gaited" dvs innehar extra gångarter utöver de vanliga skritt, trav och galopp. Pampahästen har oftast två extra gångarter som kallas batida och pacida och som är väldigt bekväma för ryttaren.

## Historia
Pampahästen delar sitt ursprung med de flesta hästraser som utvecklats i Nord- och Sydamerika, genom de spanska hästar som skeppades från Spanien och Portugal med conquistadorerna och kolonisatörerna under 1500-talet och 1600-talet. Under kolonitiderna startades många stuterier med dessa hästar men då och då släpptes hästarna fria eller rymde. Dessa förrymda hästar bildade flockar av förvildade hästar som utvecklade egenskaper beroende på den miljö de väckte upp i.
Pampahästen har utvecklats på stäpperna i Brasilien, i ett klimat som gjort hästen tålig och stark. Pampahästarna har senare tagits tillfånga och tämjts för att användas som ridhästar, även om det fortfarande finns flockar av halvvilda Pampahästar kvar i Brasilien.

## Egenskaper
Pampahästen är en brasiliansk variant av Pintohästen som alltid är skäckfärgad. Den används främst som ridhäst. Rasen är känd för sitt arbetsvilliga humör och stabila temperament. Kroppen är välmusklad med långa ben. Huvudet är proportionerligt med rak nosprofil.